# Старокиевская гора
Старокиевская гора (укр. Старокиївська гора; другое название — Верхний город, укр. Верхнє місто) — исторический центр Киева, место, где, по легенде, изначально княжил Кий, основатель Киева. Старокиевская гора — наиболее высокая среди киевских возвышенностей. Находится в Шевченковском районе. Занимает господствующее положение над устьем Почайны и поймой Днепра. В северо-западной части Старокиевской горы сохранился ров, который ограждает площадку площадью 1,5 га. Наиболее похожими на старокиевские укрепления являются более ранние укрепления Рюрикова городища.

## Описание
Данное место было основным местом поклонения язычников славянским богам. Здесь были расположены идолы из дерева с позолотой. После принятия князем Владимиром Святославичем христианской веры, идолы были сброшены в Днепр.
Возможно, городище лука-райковецкой культуры на Старокиевской горе являлось по отношению к поселению на Киселёвке (Замковой горе) как святилищем, так и городищем-убежищем.
Курганный могильник начинает формироваться на Старокиевской горе в конце IX века. Могильник на Старокиевской горе (Некрополь I) известен камерными погребения срубной конструкции. Срубы сооружались в двух техниках рубки углов срубов: «в обло» и «в лапу». В ряде случаев в Киеве, Гнёздове, Шестовицах, Чернигове и Тимерёве исследователями отмечено существование камер отличной и от срубной, и от столбовой конструкций. Большинство погребений конца IX — начала X века в Киеве и Среднем Поднепровье составляют погребения, где тело покойного было помещено в могильную яму головой на запад, как принято у славян. Именно они по характеру и деталям погребальной обрядности имеют прямые аналогии в соответствующих памятниках на территории Великой Моравии в Старом месте близ Угерске-Градиште, Микульчицах на правом берегу Моравы, Поганьско (близ Бржецлава), Скалице, Стара-Коуржим, Колине и Желенках. Прямые аналогии в погребениях знати свидетельствуют об этнокультурном родстве правящей элиты Киева и карпатских русинов. В погребении № 111 в Киеве рядом с лежащим на правом боку скелетом мужчины обнаружено погребение женщины, похороненной в сидячем положении. Появление сидячих в Поднепровье, на Псле и Сейме объясняется прибытием туда переселенцев из Новгородчины и может быть связано с политикой Владимира Святославича, направлявшего на южные рубежи своих владений «лучших мужей» из подвластных ему отдалённых племён, среди которых летописцем называется и чудь. В киевском некрополе были найдены три великоморавские серебряные серьги с «колосковой» подвеской, на поселении — литейная формочка для височного кольца, типологически близкого к подунайским прототипам.
Археологи А. Н. Кирпичников, Г. С. Лебедев, В. А. Булкин, И. В. Дубов пришли к выводу, что в киевском некрополе имеется только одно скандинавское погребение из 146 — столбовое камерное погребение с северной ориентацией № 114, датируемое к концом X—началом XI века.
Первые слабые укрепления Старокиевского городища возникли не ранее рубежа IX—X веков, когда склоны горы обживает пришлое население роменской культуры. К середине X века укрепления забросили и вал начал разрушаться, но вскоре на том же месте соорудили более мощные новые укрепления, что, возможно, связано с сообщением летописи о существовании на Старокиевской горе двора княгини Ольги. Третий этап реконструкции укреплений, которому предшествовал пожар, возможно связан с осадой Киева печенегами в 968 году, после чего крепость пришлось существенно усилить. В летописи Старокиевское городище называется «двором теремным» с «теремом вне града» и отмечается, что сам «град Киев» располагался в другом месте, скорее всего, — на Замковой горе.

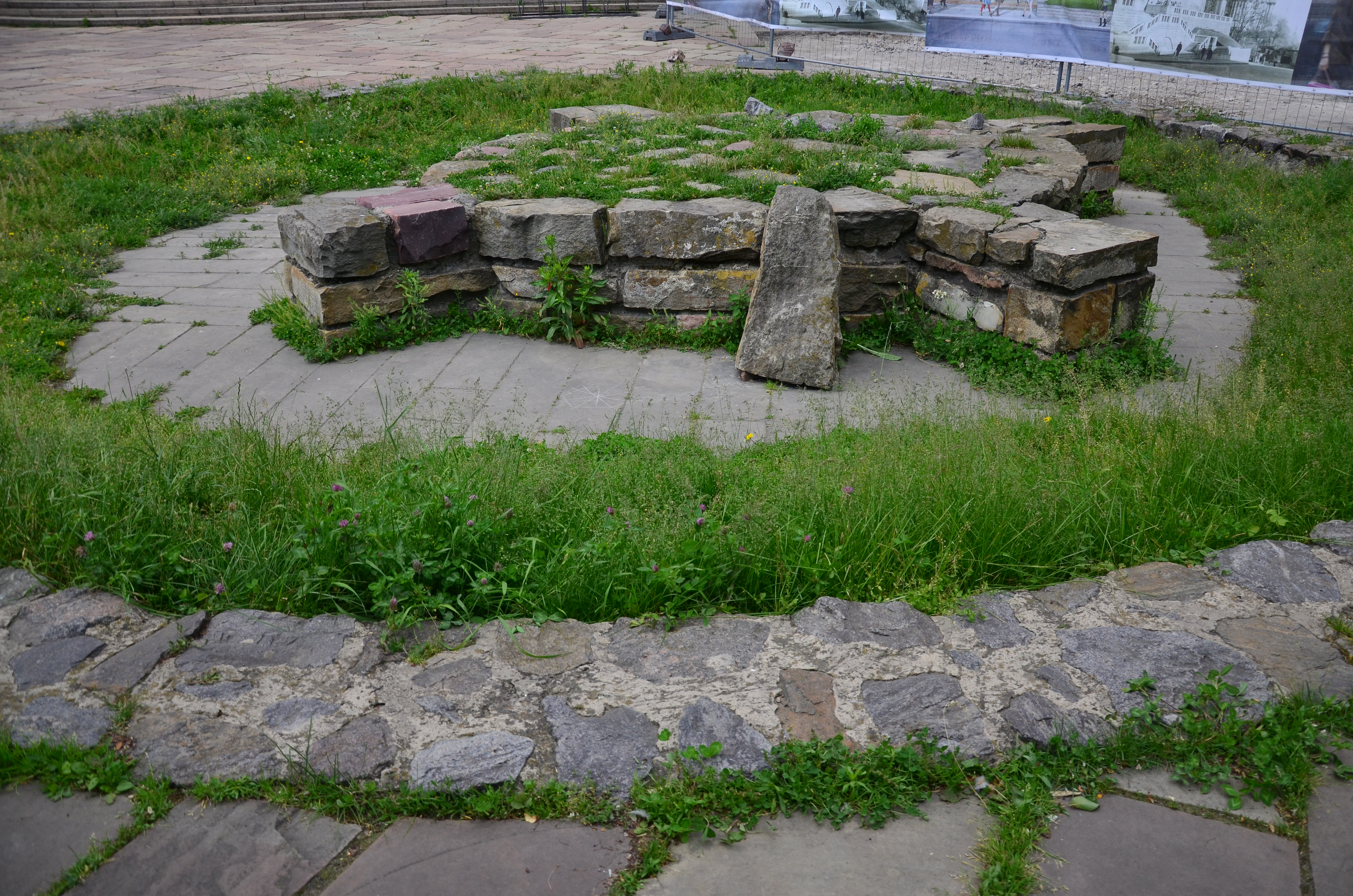
Фундамент неизвестного сооружения XII века (так называемое «языческое капище» на Старокиевской горе)

Фундамент неизвестного сооружения, обнаруженный на Старокиевской горе в 1975 году на территории «города Владимира» (ул. Владимирская, д. № 3) и объявленный остатком «пантеона», созданного Владимиром Святославичем в 980 году, оказался частью фундамента ворот с надвратной церковью 1-й половины XII века, входивших в единый комплекс с обнаруженной рядом ротондой и построенных с использованием в качестве строительного материала плинфы конца X века вместе с обломками плинфы XII века.
Сегодня это место находится на перекрёстке трёх улиц Владимирской, Десятинной и Андреевского спуска. Тут же в память основания Киева установили камень с высеченными древнеславянской вязью словами Нестора Летописца: «Се повѣсти времѧньнꙑхꙿ лѣтꙿ · ѿкуду єсть пошла рускаꙗ землѧ · кто въ києвѣ нача первѣє кнѧжитꙿ и ѿкуду рускаꙗ землѧ стала єсть» (Отсюда появилась земля русская).
На Старокиевской горе расположен Национальный музей истории Украины. До наших дней сохранилась посаженная митрополитом Петром Могилой, четырёхсотлетняя липа. Так же сохранились валы княжеского детинца и фундамент, основанного князем Владимиром первого русского каменного христианского храма — Десятинной церкви. Клиновидный отрог Старокиевской горы со стороны Подола называется Детинка.

## История
- Град Кия — был расположен по северо-западную часть Старокиевской горы. Город в большей его части состоял из деревянный построек, по площади — около 2 га и был хорошо защищён: с запада, юга и востока — горы, а с севера — вал со рвом.[источник не указан 2767 дней]
- Город Владимира — появляются каменные сооружения. Строятся Западный и Южный Дворцы.
- Город Ярослава — город продолжает расти и уже имел площадь свыше 60 га, доходя до нынешних «Золотых ворот».